# Скнилівська сільська рада
Скнилівська сільська рада — орган місцевого самоврядування у Пустомитівському районі Львівської області з адміністративним центром у с. Скнилів.

## Загальні відомості
Історична дата утворення: в 1946 році.

## Населені пункти
Сільській раді підпорядковані населені пункти:
- с. Скнилів

## Склад ради
- Сільський голова: Тиндик Марія Олександрівна
- Секретар сільської ради: Кадай Любов Володимирівна
- Загальний склад ради: 16 депутатів

### Керівний склад ради
| ПІБ                        | Основні відомості                                                                | Дата обрання | Дата звільнення |
| -------------------------- | -------------------------------------------------------------------------------- | ------------ | --------------- |
| Тиндик Марія Олександрівна | Сільський голова, 1958 року народження, освіта, член Української Народної Партії | 26.03.2006   | 31.10.2010      |
| Тиндик Марія Олександрівна | Сільський голова, 1958 року народження, освіта вища, позапартійна                | 31.10.2010   |                 |

Примітка: таблиця складена за даними джерела

### Депутати
Результати місцевих виборів 2010 року за даними ЦВК
| № зп                                   | № округу                               | Прізвище, ім'я, по батькові            | Дата визнання обраним                  | Відомості про обраного депутата                                                                             |
| Партія Християнсько-Демократичний Союз | Партія Християнсько-Демократичний Союз | Партія Християнсько-Демократичний Союз | Партія Християнсько-Демократичний Союз | Партія Християнсько-Демократичний Союз                                                                      |
| -------------------------------------- | -------------------------------------- | -------------------------------------- | -------------------------------------- | --- |
| 1                                      | 11                                     | Гринда Христина Миколаївна             | 05.11.2010                             | Освіта вища, член Партії Християнсько-Демократичний Союз, Українська академія друкарства, старший інспектор |
| Самовисування                          |                                        |                                        |                                        | |
| 1                                      | 1                                      | Качуровська Уляна Миронівна            | 05.11.2010                             | Освіта середня, позапартійна, ВАТ «Львівенерго», контролер                                                  |
| 2                                      | 2                                      | Копко Ігор Богданович                  | 05.11.2010                             | Освіта вища, позапартійний, приватний підприємець                                                           |
| 3                                      | 3                                      | Скриньковський Микола Євстахович       | 05.11.2010                             | Освіта вища, позапартійний, ПП «ДСОС-ОХОРОНА», директор                                                     |
| 4                                      | 4                                      | Кадай Любов Володимирівна              | 05.11.2010                             | Освіта вища, позапартійна, Скнилівська сільська рада, секретар                                              |
| 5                                      | 5                                      | Петричко Наталія Володимирівна         | 05.11.2010                             | Освіта вища, позапартійна, приватний підприємець                                                            |
| 6                                      | 6                                      | Сараматинська Наталія Володимирівна    | 05.11.2010                             | Освіта вища, позапартійна, ПП «Концерн Хлібром», фахівець з реалізації                                      |
| 7                                      | 7                                      | Студенний Ростислав Петрович           | 05.11.2010                             | Освіта вища, позапартійний, НВП «ІМВО», начальник дільниці                                                  |
| 8                                      | 8                                      | Сковрон Олеся Михайлівна               | 05.11.2010                             | Освіта вища, позапартійна, ГРВП «Скнилів», директор                                                         |
| 9                                      | 9                                      | Зінько Юрій Володимирович              | 05.11.2010                             | Освіта вища, позапартійний, СОК «Євроспорт», масажист                                                       |
| 10                                     | 10                                     | Николін Любов Михайлівна               | 05.11.2010                             | Освіта середня, позапартійна, Львівський авіаремонтний завод, чергова                                       |
| 11                                     | 12                                     | Шутяк Наталія Романівна                | 05.11.2010                             | Освіта вища, позапартійна, ДП «Міжнародний аеропорт» м. Львів, інженер                                      |
| 12                                     | 13                                     | Питель Мар'яна Михайлівна              | 05.11.2010                             | Освіта середня, позапартійна, тимчасово не працює                                                           |
| 13                                     | 14                                     | Тиндик Надія Дмитрівна                 | 05.11.2010                             | Освіта середня, член Української Народної Партії, Львівський авіаремонтний завод, чергова                   |
| 14                                     | 15                                     | Вйонцек Владислав Станіславович        | 05.11.2010                             | Освіта вища, член Політичної партії «Наша Україна», ПП «Анна-Марія-М», заступник директора                  |
| 15                                     | 16                                     | Варянка Віра Володимирівна             | 05.11.2010                             | Освіта середня, член Української Народної Партії, ПП Гулик А. Б., кухар                                     |